# Trieste
Trieste (în italiană Trieste, latină Tergeste, slovenă și croată Trst, germană Triest) este un oraș în nord-estul Italiei, capitală a regiunii Friuli-Venezia Giulia și a provinciei Trieste. La recensământul din 2022 populația orașului era de 202.385 locuitori. Dialectul local se cheamă triestino.
Până în 177 î.Hr., Trieste se afla sub controlul Imperiului Roman. Trieste a primit statutul de „colonie” din partea lui Iulius Cezar. El este și cel care a menționat numele de Tergeste în ale sale Comentarii di bello Gallico din 51 î.Hr..
Între 1947–1954 a fost capitala Teritoriului Liber al Triestului.

## Personalități marcante
- Manto Mavrogenous (1796 - 1840), eroină greacă
- Giovanni Schiavoni (1804 - 1848), pictor italian
- Niccolò Livaditti (1804 - 1858), pictor italian care a trăit în Principatul Moldovei
- James Joyce (1882 - 1941), scriitor irlandez de limbă engleză
- Lea von Littrow (1860 - 1925), pictoriță austriacă
- Italo Svevo (1861-1928), scriitor italian
- Theodor Däubler (1876 - 1934), scriitor austriac
- Sergio Amidei (1904 - 1981), scenarist italian
- Alfredo Pieroni (1923 - 2011), jurnalist italian
- Bianca Maria Piccinino (1924),  moderatoare TV și jurnalistă italiană
- Susanna Tamaro (1957), scriitoare italiană

## Demografie
Trieste - evoluția demografică

|  | Graficele sunt indisponibile din cauza unor probleme tehnice. Mai multe informații se găsesc la Phabricator și la wiki-ul MediaWiki. |

Date: Recensăminte sau birourile de statistică - grafică realizată de Wikipedia